# Коэффициент интеллекта (фильм)
«Коэффициент интеллекта» (англ. I.Q.) — романтическая кинокомедия режиссёра Фреда Скеписи с Тимом Роббинсом, Мег Райан и Уолтером Маттау в главных ролях. Премьера фильма состоялась 25 декабря 1994 года.

## Описание сюжета
Любезный автомеханик Эд Уолтерс встречается с Катриной Бойд, красивой и умной докторанткой-математиком Принстонского университета, когда она приходит в гараж (в сопровождении своего жёсткого и суетливого жениха-англичанина, профессора психологии Морелэнда). Существует любовь с первого взгляда, но она не может признать этого. Найдя часы, которые Катрин оставила в гараже, Эд отправляется по её адресу и оказывается лицом к лицу с Альбертом Эйнштейном, дядей девушки. Альберт, изображённый как весёлый гений любви, вместе со своими друзьями Натаном, Куртом и Борисом видит в Эде того, кто лучше всех подошёл бы в качестве пары для Катрины, и все четверо пытаются помочь Эду видеть и слышать, как воспринимал бы это учёный (например, вундеркинд в физике), и в то же время пытаясь убедить Катрину, что не всё решается умом, но и сердцем тоже.

## Актёрский состав
- Тим Роббинс — Эд Уолтерс
- Мег Райан — Катрина Бойд
- Уолтер Маттау — Альберт Эйнштейн
- Лу Якоби — Курт Гёдель
- Жене Сакс — Борис Подольский
- Йозеф Мэйхер — Натан Либкнехт
- Стивен Фрай — Джеймс Морелэнд
- Тони Шалуб — Боб Розетти
- Фрэнк Уэли — Фрэнк
- Чарльз Дёрнинг — Луис Бамбергер
- Кин Кёртис — Эйзенхауэр